# حسن ابراهیمی
حسن خان ابراهیمی ملقب به مختارالملک از خوانین ابراهیمی و پیروان طایفه شیخیه در کرمان و نماینده بم در دوره ششم مجلس شورای ملی بود.
حسن خان مختارالملک پسر حاج موسی خان پسر ابراهیم خان ظهیرالدوله پسرعمو و داماد فتحعلی شاه قاجار بود که بازماندگانش به خوانین ابراهیمی مشهور شدند. محمدکریم خان کرمانی پسر ظهیرالدوله و عموی مختارالملک، بنیانگذار شیخی‌های کریم‌خانی کرمان بودد که سالها بر کرمان حکومت کردند و صاحب قدرت و ثروت و نفوذ فراوانی بودند. در سال ۱۲۸۳ خورشیدی که علی‌نقی میرزا رکن‌الدوله برادرزاده ناصرالدین شاه والی کرمان شد، مختارالملک را کلانتر کرمان کرد اما اواسط سال بعد که رکن‌الدوله عزل و عزیزالله میرزا ظفرالسلطنه به جایش نشست، همه شیخی‌ها، از جمله مختارالملک را از کار برکنار کرد. 
حسن ابراهیمی در دوره ششم مجلس شورای ملی در سال ۱۳۰۵ خورشیدی به نمایندگی بم به مجلس شورای ملی رفت. 
مهناز افخمی که در دوران محمدرضا شاه وزیر مشاور و رئیس سازمان زنان شد، نوه پسری حسن ابراهیمی بود.